# 福州城市中轴线
福州城市中轴线是中国福州市的城市中轴线，拥有传统中轴线。

## 传统中轴线
传统中轴线位于福州中心城区，有镇海楼、三坊七巷、中山纪念堂、福州上下杭、解放大橋等

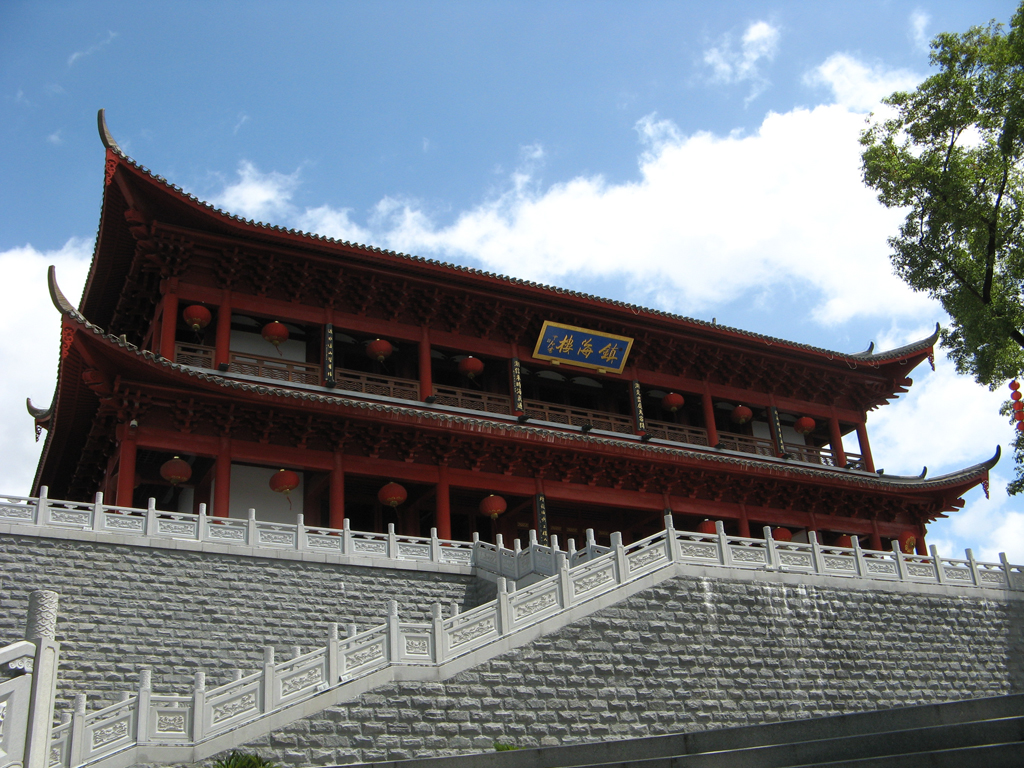
镇海楼
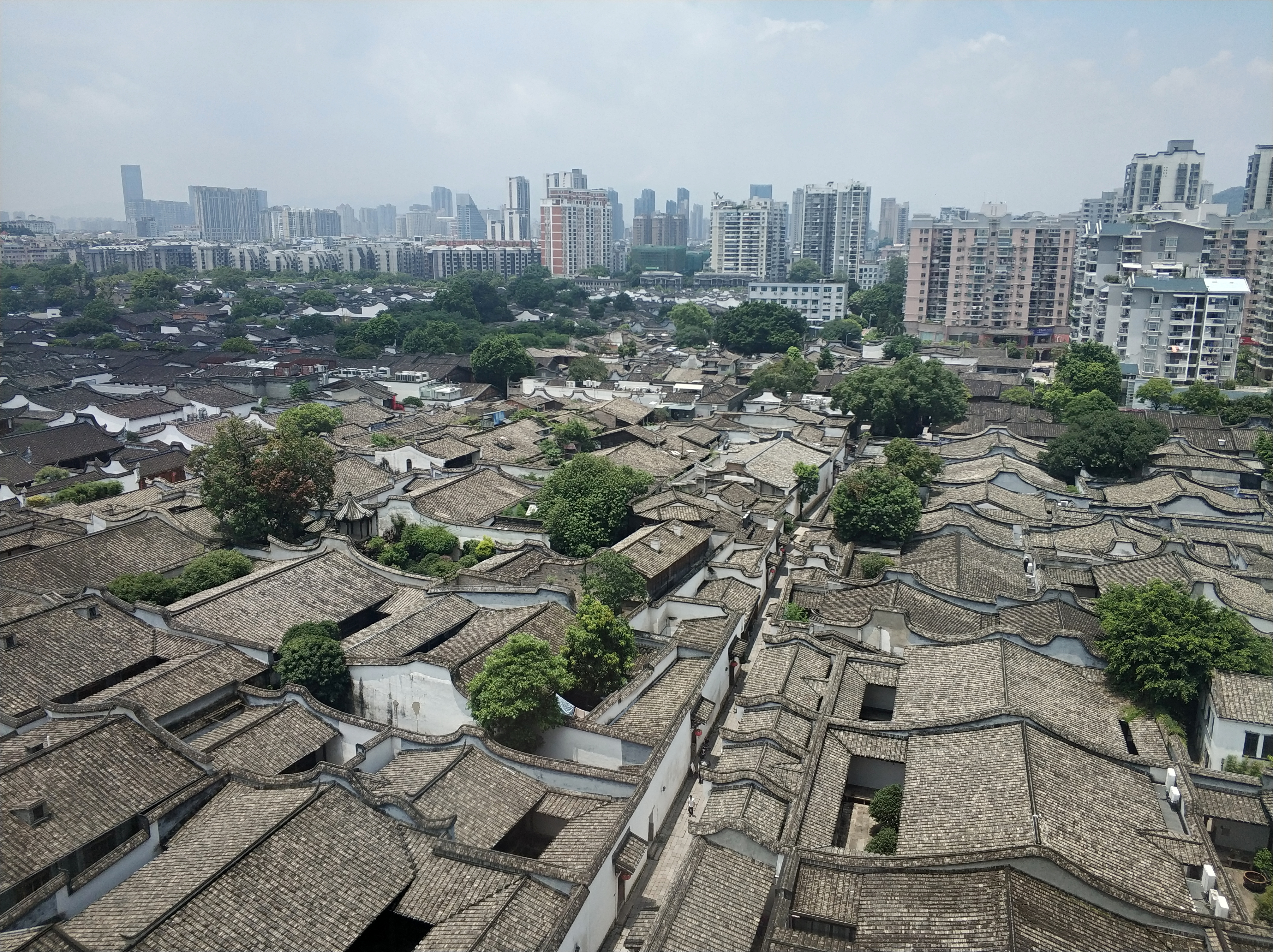
三坊七巷
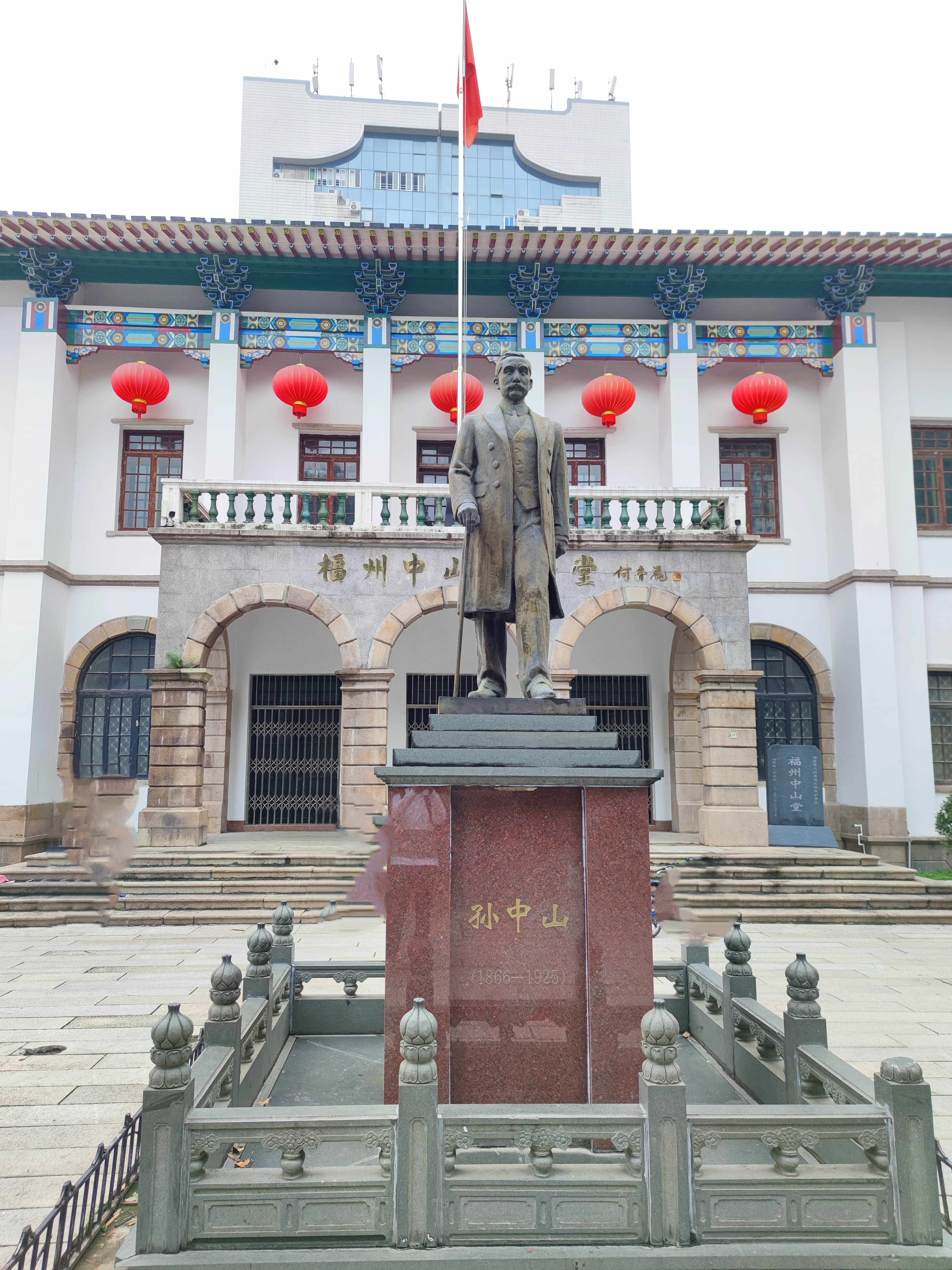
中山紀念堂
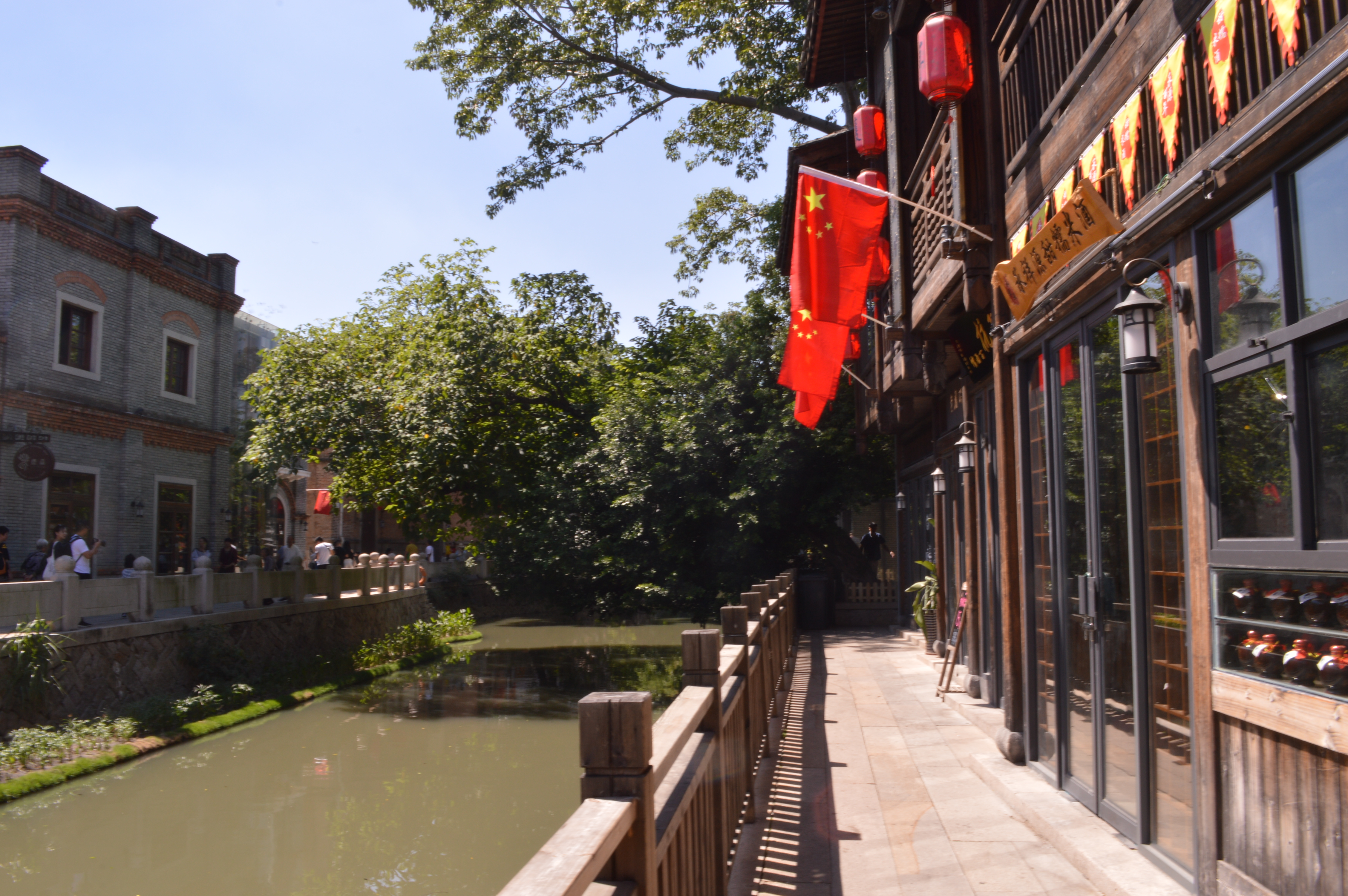
福州上下杭
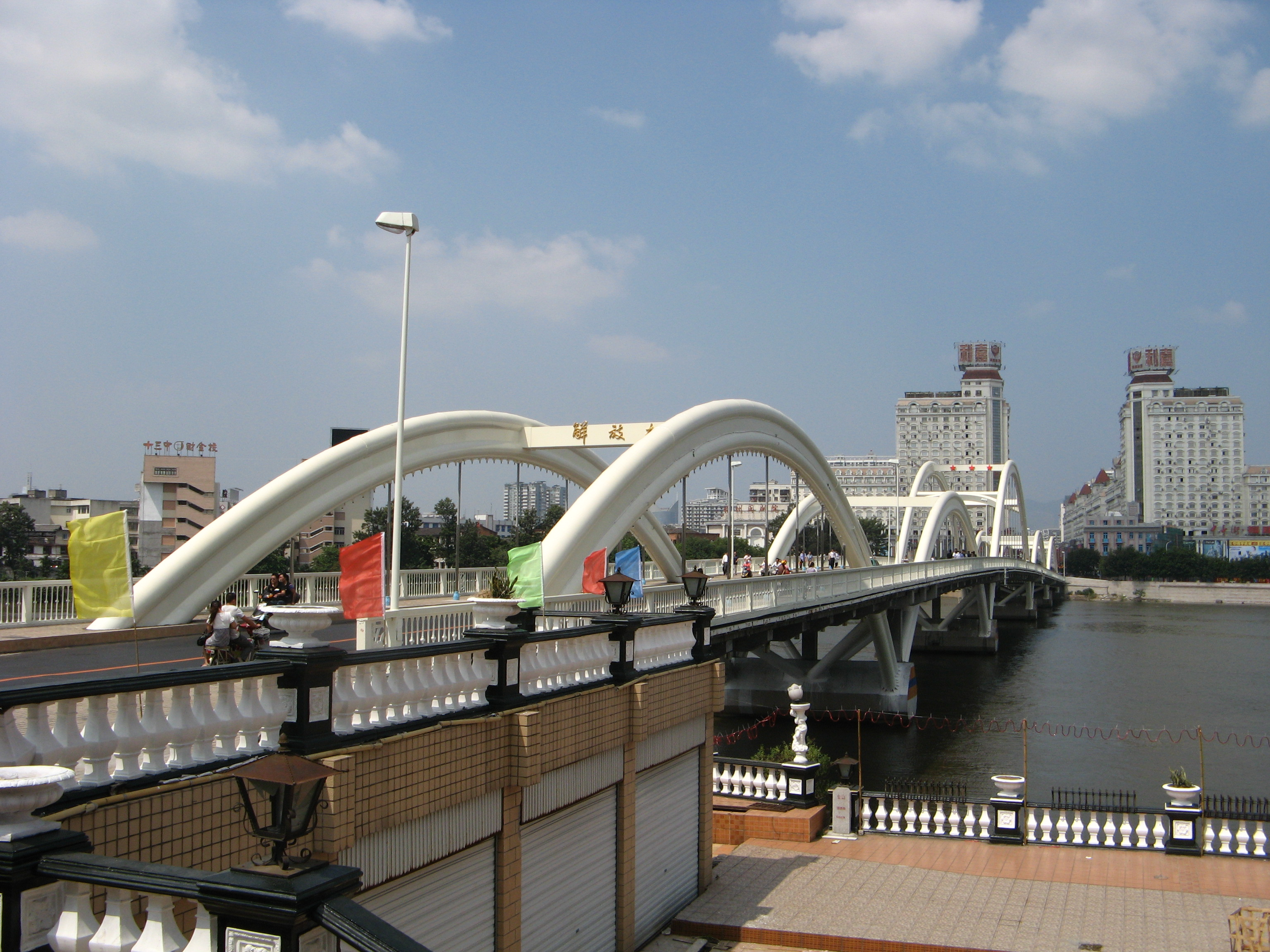
解放大橋